# Leichtathletik-Europacup 1998
| 19. Leichtathletik-Europacup                          | 19. Leichtathletik-Europacup | 19. Leichtathletik-Europacup | 19. Leichtathletik-Europacup | 19. Leichtathletik-Europacup | 19. Leichtathletik-Europacup |
| ----------------------------------------------------- | ---------------------------- | ---------------------------- | ---------------------------- | ---------------------------- | ---------------------------- |
|                                                       |                              |                              |                              |                              |                              |
| Resultate Superliga (Endstand nach 39 Entscheidungen) |                              |                              |                              |                              |                              |
| St. Petersburg Petrowski-Stadion – 27./28. Juni 1998  |                              |                              |                              |                              |                              |
| Frauen                                                | Frauen                       | Frauen                       | Männer                       | Männer                       | Männer                       |
| Platz                                                 | Land                         | Punkte                       | Platz                        | Land                         | Punkte                       |
| 1                                                     | Russland                     | 124                          | 1                            | Großbritannien               | 111,0                        |
| 2                                                     | Deutschland                  | 108                          | 2                            | Deutschland                  | 108,5                        |
| 3                                                     | Frankreich                   | 093                          | 3                            | Russland                     | 102,0                        |
| 4                                                     | Tschechien                   | 089                          | 4                            | Italien                      | 101,0                        |
| 5                                                     | Großbritannien               | 081                          | 5                            | Frankreich                   | 089,5                        |
| 6                                                     | Italien                      | 071                          | 6                            | Tschechien                   | 087,0                        |
| 7                                                     | Ukraine                      | 064                          | 7                            | Spanien                      | 067,5                        |
| 8                                                     | Slowenien                    | 045                          | 8                            | Finnland                     | 052,5                        |
| ← München 1997                                        | ← München 1997               | ← München 1997               | Paris 1999 →                 | Paris 1999 →                 | Paris 1999 →                 |
|  abgestiegen in die 1. Liga des nächsten Europacups   |                              |                              |                              |                              |                              |

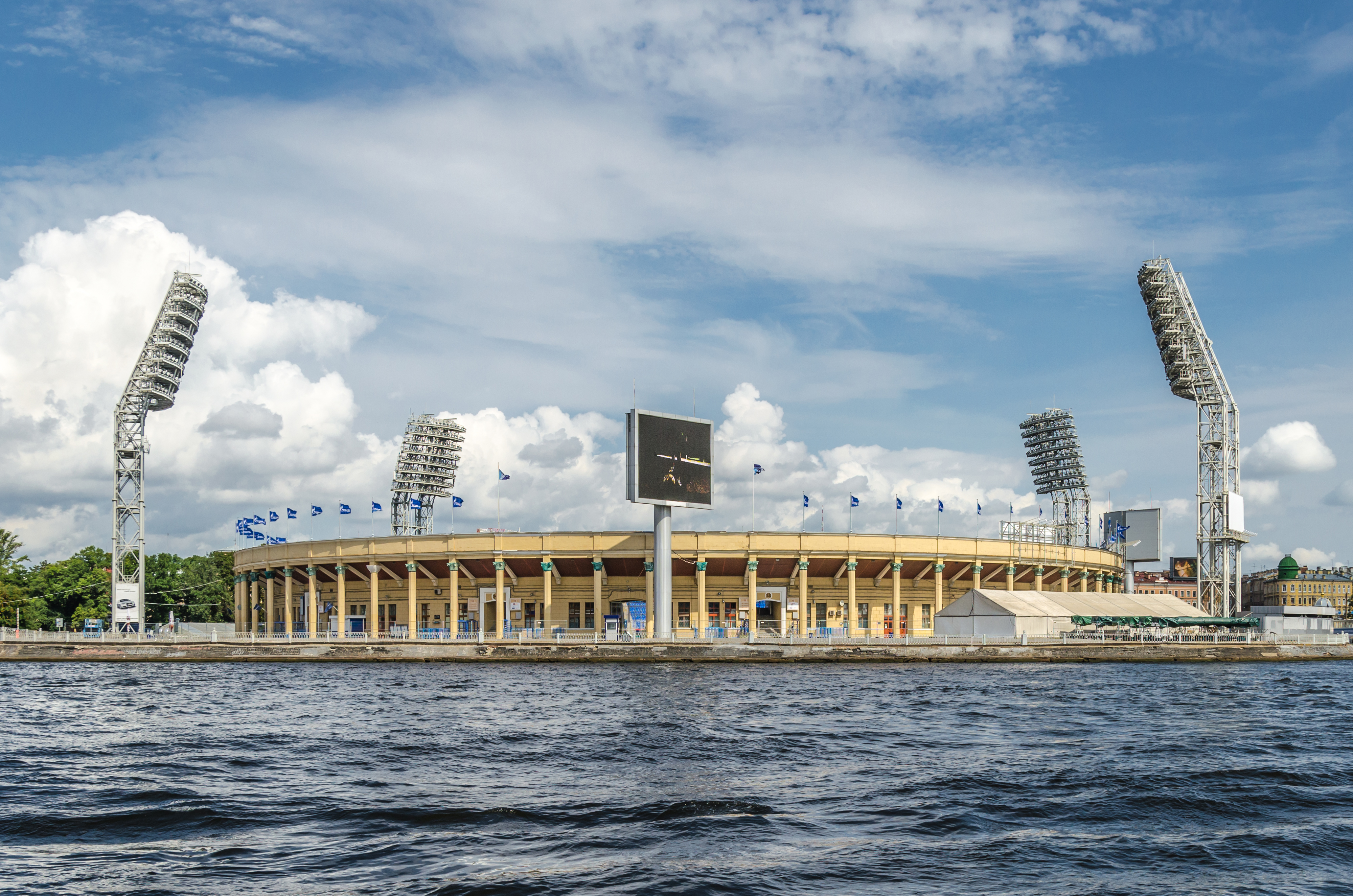
Außenansicht des Petrowski-Stadions – hier im Jahr 2012

Das 19. Leichtathletik-Europacup-Superliga-Finale fand am 27. und 28. Juni 1998 im Petrowski-Stadion in St. Petersburg (Russland) statt und umfasste 39 Disziplinen (20 Männer, 19 Frauen).

## Modus
Auch die diesjährige Austragung fand nach den im Europacup 1983 erstmals gültigen Regeln statt. Das höchste Niveau des Cups wurde als Superliga bezeichnet. Die einen Rang unter der Superliga platzierten Nationen trugen ihre Wettbewerbe in der 1. Liga aus, die in zwei Gruppen unterteilt war. Auch die 2. Liga war wie schon in den Vorjahren in zwei Gruppen aufgeteilt.
Die Wettbewerbe der Superliga wurden am Samstag, 27. und Sonntag, 28. Juni ausgetragen. In den beiden anderen Ligen fanden die Wettkämpfe am jeweils selben Wochenende statt: 1. Liga, Gruppe 1: Freitag, 5. / Samstag, 6. Juni – 1. Liga, Gruppe 2: Samstag, 6. / Sonntag, 7. Juni – 2. Liga: Samstag, 6. / Sonntag 7. Juni. Das seit 1983 praktizierte System mit Auf- und Absteigern entschied auch weiterhin über die Ligeneinteilungen des nächsten Cups – hier für 1999.
Ab 1994 war der vorher praktizierte Austragungsturnus von zwei Jahren auf ein Jahr verkürzt worden. Dadurch war der Europacup in keinem Jahr mehr der internationale Jahreshöhepunkt. In den ungeraden Jahren wurden Weltmeisterschaften, in den geraden Jahren Europameisterschaften oder Olympische Spiele ausgetragen. Dies führte im Lauf der kommenden Jahre zu einer Abwertung des Cups.
Eine neue allgemeine Regelung kam auch in den Wettbewerben des Europacups zum Tragen. In den Disziplinen Diskus-, Hammer- und Speerwurf wurden die Resultate bislang auf gerade Zentimeterangaben gerundet. Aufgrund genauer Messtechniken und zur besseren Differenzierung der betreffenden Weiten wurden von der Wettkampfsaison 1998 auch ungerade Zahlen im Zentimeterbereich zugelassen.
Auch die zur Straffung der Veranstaltung im letzten Jahr eingeführte Praxis in den vertikalen Sprungwettbewerben, im Kugelstoßen sowie den Wurfdisziplinen wurde beibehalten. Dort standen den Athleten nicht wie üblich sechs, sondern nur vier Versuche zur Verfügung.

## Der Leichtathletik-Europacup 1998
Im Wettbewerbskatalog gab es diesmal keine Erweiterungen. Im Frauenprogramm fehlte immer noch der 3000-Meter-Hindernislauf, der 2002 Teil der Veranstaltung wurde.
Seit 1996 sponserte die Handelskette Spar (Eigenschreibweise: SPAR) den Europacup und blieb der Veranstaltung bis zuletzt erhalten. Dies führte auch zur Umbenennung in SPAR-Europacup.
Die stärkste Leistung bei diesmal sonnigen Außenbedingungen zeigte der britische Hürdensprinter Colin Jackson, der den 110-Meter-Hürdenlauf in 13,07 Sekunden gewann.
In beiden Wettbewerben verteidigten die Vorjahressieger ihre Titel. Bei den Männern gewann Großbritannien mit knappem Vorsprung. Bei den Frauen lag Russland deutlich vorn. Die russischen Frauen brachten insgesamt neun Siege auf ihr Konto. Den zweiten Platz in beiden Konkurrenzen belegte Deutschland.

## Länderwertungen 2.Liga
Die 2. Liga der Männer und Frauen wurde am 6./7. Juni in zwei Gruppen ausgetragen. Die Wettbewerbe der Gruppe 1 fanden in Kaunas, Litauen, statt, die Gruppe 2 in Belgrad, BR Jugoslawien. Aus den beiden Gruppen qualifizierten sich die jeweils ersten beiden Teams für die Teilnahme an den beiden Gruppen der 1. Liga des nächsten Europacups.
| Länderwertungen 2. Liga Gruppe 1 in Kaunas am 6./7. Juni | Länderwertungen 2. Liga Gruppe 1 in Kaunas am 6./7. Juni | Länderwertungen 2. Liga Gruppe 1 in Kaunas am 6./7. Juni | Länderwertungen 2. Liga Gruppe 1 in Kaunas am 6./7. Juni | Länderwertungen 2. Liga Gruppe 1 in Kaunas am 6./7. Juni | Länderwertungen 2. Liga Gruppe 1 in Kaunas am 6./7. Juni |
|                                                          | Frauen                                                   | Frauen                                                   |                                                          | Männer                                                   | Männer                                                   |
| Platz                                                    | Land                                                     | Punkte                                                   |                                                          | Land                                                     | Punkte                                                   |
| -------------------------------------------------------- | -------------------------------------------------------- | -------------------------------------------------------- | -------------------------------------------------------- | -------------------------------------------------------- | -------------------------------------------------------- |
| 1                                                        | Belgien                                                  | 105                                                      |                                                          | Irland                                                   | 89,0                                                     |
| 2                                                        | Irland                                                   | 098                                                      |                                                          | Österreich                                               | 83,5                                                     |
| 3                                                        | Litauen                                                  | 089                                                      |                                                          | Kroatien                                                 | 79,5                                                     |
| 4                                                        | Österreich                                               | 079                                                      |                                                          | Estland                                                  | 68,0                                                     |
| 5                                                        | Estland                                                  | 076                                                      |                                                          | Litauen                                                  | 62,0                                                     |
| 6                                                        | Kroatien                                                 | 057                                                      |                                                          | AASSE                                                    | 38,0                                                     |
| 7                                                        | AASSE                                                    | 025                                                      |                                                          |                                                          |                                                          |

 qualifiziert für die 1. Liga des nächsten Europacups
| Länderwertungen 2. Liga Gruppe 2 in Belgrad am 6./7. Juni | Länderwertungen 2. Liga Gruppe 2 in Belgrad am 6./7. Juni | Länderwertungen 2. Liga Gruppe 2 in Belgrad am 6./7. Juni | Länderwertungen 2. Liga Gruppe 2 in Belgrad am 6./7. Juni | Länderwertungen 2. Liga Gruppe 2 in Belgrad am 6./7. Juni | Länderwertungen 2. Liga Gruppe 2 in Belgrad am 6./7. Juni |
|                                                           | Frauen                                                    | Frauen                                                    |                                                           | Männer                                                    | Männer                                                    |
| Platz                                                     | Land                                                      | Punkte                                                    |                                                           | Land                                                      | Punkte                                                    |
| --------------------------------------------------------- | --------------------------------------------------------- | --------------------------------------------------------- | --------------------------------------------------------- | --------------------------------------------------------- | --------------------------------------------------------- |
| 1                                                         | BR Jugoslawien                                            | 136                                                       |                                                           | BR Jugoslawien                                            | 129                                                       |
| 2                                                         | Türkei                                                    | 125                                                       |                                                           | Zypern                                                    | 110                                                       |
| 3                                                         | Moldau                                                    | 095                                                       |                                                           | Türkei                                                    | 107                                                       |
| 4                                                         | Israel                                                    | 092                                                       |                                                           | Israel                                                    | 101                                                       |
| 5                                                         | Zypern                                                    | 089                                                       |                                                           | Bulgarien                                                 | 099                                                       |
| 6                                                         | Albanien                                                  | 062                                                       |                                                           | Moldau                                                    | 075                                                       |
| 7                                                         | Nordmazedonien                                            | 041                                                       |                                                           | Albanien                                                  | 046                                                       |
| 8                                                         | Armenien                                                  | 016                                                       |                                                           | Armenien                                                  | 037                                                       |

 qualifiziert für die 1. Liga des nächsten Europacups

## Länderwertungen 1.Liga
Die Wettbewerbe in der 1. Liga wurden für Männer und Frauen gemeinsam ausgetragen. Die Teams der Gruppe 1 trafen sich am 5. und 6. Juni in Budapest (Ungarn), die Gruppe 2 fand am 6. und 7. Juni in der schwedischen Stadt Malmö statt. Die beiden jeweiligen Gruppenersten qualifizierten sich für die Superliga des kommenden Europacups. In die 2. Liga absteigen mussten die Mannschaften auf den jeweils letzten beiden Plätzen.
| Länderwertungen 1. Liga Gruppe 1 – in Budapest am 5./6. Juni | Länderwertungen 1. Liga Gruppe 1 – in Budapest am 5./6. Juni | Länderwertungen 1. Liga Gruppe 1 – in Budapest am 5./6. Juni | Länderwertungen 1. Liga Gruppe 1 – in Budapest am 5./6. Juni | Länderwertungen 1. Liga Gruppe 1 – in Budapest am 5./6. Juni | Länderwertungen 1. Liga Gruppe 1 – in Budapest am 5./6. Juni |
|                                                              | Frauen                                                       | Frauen                                                       |                                                              | Männer                                                       | Männer                                                       |
| Platz                                                        | Land                                                         | Punkte                                                       |                                                              | Land                                                         | Punkte                                                       |
| ------------------------------------------------------------ | ------------------------------------------------------------ | ------------------------------------------------------------ | ------------------------------------------------------------ | ------------------------------------------------------------ | ------------------------------------------------------------ |
| 1                                                            | Rumänien                                                     | 135,0                                                        |                                                              | Griechenland                                                 | 120,5                                                        |
| 2                                                            | Griechenland                                                 | 102,5                                                        |                                                              | Ungarn                                                       | 107,5                                                        |
| 3                                                            | Ungarn                                                       | 094,0                                                        |                                                              | Ukraine                                                      | 105,0                                                        |
| 4                                                            | Spanien                                                      | 089,0                                                        |                                                              | Rumänien                                                     | 088,0                                                        |
| 5                                                            | Bulgarien                                                    | 082,0                                                        |                                                              | Schweiz                                                      | 088,0                                                        |
| 6                                                            | Schweiz                                                      | 074,0                                                        |                                                              | Slowenien                                                    | 074,0                                                        |
| 7                                                            | Portugal                                                     | 069,5                                                        |                                                              | Portugal                                                     | 068,5                                                        |
| 8                                                            | Slowakei                                                     | 037,0                                                        |                                                              | Slowakei                                                     | 063,5                                                        |

 qualifiziert für die Superliga des nächsten Europacups

 abgestiegen in die 2. Liga des nächsten Europacups
| Länderwertungen 1. Liga Gruppe 2 – in Malmö am 6./7. Juni | Länderwertungen 1. Liga Gruppe 2 – in Malmö am 6./7. Juni | Länderwertungen 1. Liga Gruppe 2 – in Malmö am 6./7. Juni | Länderwertungen 1. Liga Gruppe 2 – in Malmö am 6./7. Juni | Länderwertungen 1. Liga Gruppe 2 – in Malmö am 6./7. Juni | Länderwertungen 1. Liga Gruppe 2 – in Malmö am 6./7. Juni |
|                                                           | Frauen                                                    | Frauen                                                    |                                                           | Männer                                                    | Männer                                                    |
| Platz                                                     | Land                                                      | Punkte                                                    |                                                           | Land                                                      | Punkte                                                    |
| --------------------------------------------------------- | --------------------------------------------------------- | --------------------------------------------------------- | --------------------------------------------------------- | --------------------------------------------------------- | --------------------------------------------------------- |
| 1                                                         | Polen                                                     | 117                                                       |                                                           | Polen                                                     | 125,5                                                     |
| 2                                                         | Belarus                                                   | 108                                                       |                                                           | Schweden                                                  | 106,5                                                     |
| 3                                                         | Finnland                                                  | 095                                                       |                                                           | Norwegen                                                  | 097,5                                                     |
| 4                                                         | Schweden                                                  | 088                                                       |                                                           | Niederlande                                               | 096,5                                                     |
| 5                                                         | Niederlande                                               | 078                                                       |                                                           | Belarus                                                   | 086,0                                                     |
| 6                                                         | Dänemark                                                  | 069                                                       |                                                           | Belgien                                                   | 074,0                                                     |
| 7                                                         | Lettland                                                  | 068                                                       |                                                           | Lettland                                                  | 070,0                                                     |
| 8                                                         | Norwegen                                                  | 058                                                       |                                                           | Dänemark                                                  | 063,0                                                     |

 qualifiziert für die Superliga des nächsten Europacups

 abgestiegen in die 2. Liga des nächsten Europacups

## Länderwertungen Superliga
Die Teams auf den jeweils letzten beiden Plätzen stiegen in die 1. Liga des nachfolgenden Europacups ab.
| Länderwertungen Superliga – in St. Petersburg am 27./28. Juni | Länderwertungen Superliga – in St. Petersburg am 27./28. Juni | Länderwertungen Superliga – in St. Petersburg am 27./28. Juni | Länderwertungen Superliga – in St. Petersburg am 27./28. Juni | Länderwertungen Superliga – in St. Petersburg am 27./28. Juni | Länderwertungen Superliga – in St. Petersburg am 27./28. Juni |
|                                                               | Frauen                                                        | Frauen                                                        |                                                               | Männer                                                        | Männer                                                        |
| Platz                                                         | Land                                                          | Punkte                                                        |                                                               | Land                                                          | Punkte                                                        |
| ------------------------------------------------------------- | ------------------------------------------------------------- | ------------------------------------------------------------- | ------------------------------------------------------------- | ------------------------------------------------------------- | ------------------------------------------------------------- |
| 1                                                             | Russland                                                      | 124                                                           |                                                               | Großbritannien                                                | 111,0                                                         |
| 2                                                             | Deutschland                                                   | 108                                                           |                                                               | Deutschland                                                   | 108,5                                                         |
| 3                                                             | Frankreich                                                    | 093                                                           |                                                               | Russland                                                      | 102,0                                                         |
| 4                                                             | Tschechien                                                    | 089                                                           |                                                               | Italien                                                       | 101,0                                                         |
| 5                                                             | Großbritannien                                                | 081                                                           |                                                               | Frankreich                                                    | 089,5                                                         |
| 6                                                             | Italien                                                       | 071                                                           |                                                               | Tschechien                                                    | 087,0                                                         |
| 7                                                             | Ukraine                                                       | 064                                                           |                                                               | Spanien                                                       | 067,5                                                         |
| 8                                                             | Slowenien                                                     | 045                                                           |                                                               | Finnland                                                      | 052,5                                                         |

 abgestiegen in die 1. Liga des nächsten Europacups

## Legende
Kurze Übersicht zur Bedeutung der Symbolik – so üblicherweise auch in sonstigen Veröffentlichungen verwendet:
| DNF | nicht im Ziel (did not finish)        |
| NMH | keine Höhe (No Mark)                  |
| ogV | ohne gültigen Versuch                 |
| x   | ungültig                              |
| o   | Höhe übersprungen                     |
| –   | ausgelassen                           |
| r   | Wettkampf nicht fortgesetzt (retired) |

## Superliga: Resultate der Einzeldisziplinen

### Männer

#### 100 m
| Platz | Athlet                | Land | Zeit (s) |
| ----- | --------------------- | ---- | -------- |
| 1     | Stéphane Cali         | FRA  | 10,32    |
| 2     | Alexandr Porchomowski | RUS  | 10,40    |
| 3     | Colin Jackson         | GBR  | 10,41    |
| 4     | Carlo Boccarini       | ITA  | 10,59    |
| 5     | Marc Blume            | GER  | 10,61    |
| 6     | Ivan Šlehobr          | CZE  | 10,61    |
| 7     | Sami Länsivuori       | FIN  | 10,67    |
| 8     | Frutos Feo            | ESP  | 10,71    |

Datum: 27. Juni
Wind: −0,4 m/s

#### 200 m
| Platz | Athlet                | Land | Zeit (s) |
| ----- | --------------------- | ---- | -------- |
| 1     | Douglas Walker        | GBR  | 20,42    |
| 2     | Christophe Cheval     | FRA  | 20,61    |
| 3     | Alessandro Attene     | ITA  | 20,69    |
| 4     | Martin Morkes         | CZE  | 20,85    |
| 5     | Francisco Navarro     | ESP  | 21,01    |
| 6     | Daniel Bittner        | GER  | 21,02    |
| 7     | Alexandr Porchomowski | RUS  | 21,02    |
| 8     | Janne Hautaniemi      | FIN  | 21,32    |

Datum: 28. Juni
Wind: +1,4 m/s

#### 400 m
| Platz | Athlet            | Land | Zeit (s) |
| ----- | ----------------- | ---- | -------- |
| 1     | Mark Richardson   | GBR  | 45,81    |
| 2     | Jan Poděbradský   | CZE  | 46,10    |
| 3     | Dmitri Golowastow | RUS  | 46,50    |
| 4     | Marc Foucan       | FRA  | 46,58    |
| 5     | Marco Vaccari     | ITA  | 46,62    |
| 6     | David Canal       | ESP  | 47,16    |
| 7     | Jens Dautzenberg  | GER  | 47,50    |
| 8     | Petri Pohjonen    | FIN  | 47,79    |

Datum: 27. Juni

#### 800 m
| Platz | Athlet              | Land | Zeit (min) |
| ----- | ------------------- | ---- | ---------- |
| 1     | Andrea Longo        | ITA  | 1:45,40    |
| 2     | Lukáš Vydra         | CZE  | 1:45,92    |
| 3     | Andrew Hart         | GBR  | 1:46,19    |
| 4     | Wilson Kirwa        | FIN  | 1:46,30    |
| 5     | Sergej Koschewnikow | RUS  | 1:46,61    |
| 6     | Nico Motchebon      | GER  | 1:46,92    |
| 7     | David Divad         | FRA  | 1:47,14    |
| 8     | Andrés Manuel Díaz  | ESP  | 1:47,62    |

Datum: 28. Juni

#### 1500 m
| Platz | Athlet                 | Land | Zeit (min) |
| ----- | ---------------------- | ---- | ---------- |
| 1     | Giuseppe D’Urso        | ITA  | 3:44,58    |
| 2     | Reyes Estévez          | ESP  | 3:44,91    |
| 3     | Nadir Bosch            | FRA  | 3:45,09    |
| 4     | John Mayock            | GBR  | 3:45,12    |
| 5     | Rüdiger Stenzel        | GER  | 3:45,12    |
| 6     | Lukáš Vydra            | CZE  | 3:45,51    |
| 7     | Wjatscheslaw Schabunin | RUS  | 3:46,67    |
| 8     | Juha Kukkamo           | FIN  | 3:48,20    |

Datum: 27. Juni

#### 3000 m
| Platz | Athlet             | Land | Zeit (min) |
| ----- | ------------------ | ---- | ---------- |
| 1     | Dieter Baumann     | GER  | 7:41,92    |
| 2     | Manuel Pancorbo    | ESP  | 7:42,24    |
| 3     | Anthony Whiteman   | GBR  | 7:43,61    |
| 4     | Abdellah Béhar     | FRA  | 7:44,59    |
| 5     | Jan Pešava         | CZE  | 7:46,72    |
| 6     | Samuli Vasala      | FIN  | 7:52,97    |
| 7     | Salvatore Vincenti | ITA  | 7:59,69    |
| 8     | Sergej Drygin      | RUS  | 8:01,65    |

Datum: 27. Juni

#### 5000 m
| Platz | Athlet            | Land | Zeit (min) |
| ----- | ----------------- | ---- | ---------- |
| 1     | Alberto García    | ESP  | 13:37,45   |
| 2     | Mustapha Essaïd   | FRA  | 13;37,79   |
| 3     | Stéphane Franke   | GER  | 13:38,90   |
| 4     | Jan Pešava        | CZE  | 13:45,04   |
| 5     | Michail Jeginow   | RUS  | 13:57,77   |
| 6     | Karl Keska        | GBR  | 13:59,30   |
| 7     | Lucioano Di Pardo | ITA  | 14:18,58   |
| 8     | Santtu Mäkinen    | FIN  | 14;28,63   |

Datum: 28. Juni

#### 110 m Hürden
| Platz | Athlet           | Land | Zeit (s) |
| ----- | ---------------- | ---- | -------- |
| 1     | Colin Jackson    | GBR  | 13,17    |
| 2     | Falk Balzer      | GER  | 13,22    |
| 3     | Jean-Marc Grava  | FRA  | 13,63    |
| 4     | Emiliano Pizzoli | ITA  | 13,68    |
| 5     | Sergei Manakow   | RUS  | 13,68    |
| 6     | Tomáš Dvořák     | CZE  | 13,92    |
| 7     | Antti Haapakoski | FIN  | 14,04    |
| 8     | Carlos Sala      | ESP  | 14,08    |

Datum: 28. Juni
Wind: ±0,0 m/s

#### 400 m Hürden
| Platz | Athlet               | Land | Zeit (s) |
| ----- | -------------------- | ---- | -------- |
| 1     | Ruslan Maschtschenko | RUS  | 48,49    |
| 2     | Fabrizio Mori        | ITA  | 48,57    |
| 3     | Steffen Kolb         | GER  | 49,43    |
| 4     | Jan Poděbradský      | CZE  | 49,66    |
| 5     | Anthony Borsumato    | GBR  | 49,79    |
| 6     | Petteri Pulkkinen    | FIN  | 50,38    |
| 7     | Jimmy Coco           | FRA  | 50,48    |
| 8     | Íñigo Monreal        | ESP  | 50,71    |

Datum: 27. Juni

#### 3000 m Hindernis
| Platz | Athlet                  | Land | Zeit (min) |
| ----- | ----------------------- | ---- | ---------- |
| 1     | Alessandro Lambruschini | ITA  | 8:32,96    |
| 2     | André Green             | GER  | 8:34,21    |
| 3     | Mohamed Belabbes        | FRA  | 8:35,12    |
| 4     | Wladimir Pronin         | RUS  | 8:38,33    |
| 5     | Alberto Genovés         | ESP  | 8:41,17    |
| 6     | Ben Whitby              | GBR  | 8:42,12    |
| 7     | Michael Nejedlý         | CZE  | 8:42,25    |
| 8     | Ville Hautala           | FIN  | 8:42,46    |

Datum: 28. Juni

#### 4 × 100 m Staffel
| Platz | Besetzung      | Land                                                                   | Zeit (s) |
| ----- | -------------- | ---------------------------------------------------------------------- | -------- |
| 1     | Großbritannien | Allyn Condon Darren Campbell Douglas Walker Julian Golding             | 38,56    |
| 2     | Frankreich     | Emmanuel Bangué Frédéric Krantz Christophe Cheval Stéphane Cali        | 38,90    |
| 3     | Russland       | Sergei Bytschkow Alexandr Porchomowski Andrei Grigorjew Andrei Fedoriw | 39,13    |
| 4     | Italien        | Stefano Tilli Andrea Colombo Andrea Amici Carlo Boccarini              | 39,22    |
| 5     | Deutschland    | Patrick Schneider Holger Blume Daniel Bittner Marc Blume               | 39,60    |
| 6     | Spanien        | Frutos Feo Francisco Navarro Diego Moisés Santos Carlos Berlanga       | 39,60    |
| 7     | Tschechien     | Tomáš Dvořák Ivan Šlehobr Martin Morkes Ivo Krsek                      | 39,67    |
| 8     | Finnland       | Harri Kivelä Sami Länsivuori Ari Pakarinen Janne Haapasalo             | 39,69    |

Datum: 27. Juni

#### 4 × 400 m Staffel
| Platz | Besetzung      | Land                                                              | Zeit (min) |
| ----- | -------------- | ----------------------------------------------------------------- | ---------- |
| 1     | Großbritannien | Roger Black Mark Richardson Jamie Baulch Iwan Thomas              | 3:00,95    |
| 2     | Italien        | Walter Pirovano Marco Vaccari Edoardo Vallet Fabrizio Mori        | 3:03,45    |
| 3     | Frankreich     | Bruno Wavelet Marc Foucan Marc Raquil Fred Mango                  | 3:03,57    |
| 4     | Russland       | Boris Gorban Dmitri Kossow Dmitri Golowastow Ruslan Maschtschenko | 3:03,83    |
| 5     | Deutschland    | Klaus Ehrnsperger Alexander Müller Michael Dragu Jens Dautzenberg | 3:04,49    |
| 6     | Tschechien     | Karel Bláha Michal Skvara Jan Stejfa Jan Poděbradský              | 3:05,69    |
| 7     | Spanien        | Antonio Andrés Adrián Fernández César Martínez David Canal        | 3:06,73    |
| 8     | Finnland       | Petteri Pulkkinen Tommi Hartonen Tero Inttila Petri Pohjonen      | 3:08,39    |

Datum: 28. Juni

#### Hochsprung
| Platz | Athlet             | Land | Höhe (m) | Versuchsserie (m) | Versuchsserie (m) | Versuchsserie (m) | Versuchsserie (m) | Versuchsserie (m) | Versuchsserie (m) |
| Platz | Athlet             | Land | Höhe (m) | 2,10              | 2,15              | 2,20              | 2,25              | 2,28              | 2,30              |
| 1     | Sergei Kljugin     | RUS  | 2,28     | o                 | o                 | o                 | o                 | xo                | xxx               |
| 2     | Ben Challenger     | GBR  | 2,28     | –                 | o                 | xo                | xo                | xxo               | xxx               |
| 3     | Tomáš Janků        | CZE  | 2,25     | o                 | o                 | o                 | xo                | xxx               |                   |
| 4     | Martin Buß         | GER  | 2,20     | –                 | o                 | o                 | xxx               |                   |                   |
| 4     | Ivan Bernasconi    | ITA  | 2,20     | o                 | o                 | o                 | xxx               |                   |                   |
| 6     | Arturo Ortiz       | ESP  | 2,20     | o                 | xo                | o                 | xxx               |                   |                   |
| 7     | Didier Detchenique | FRA  | 2,20     | o                 | o                 | xxx               |                   |                   |                   |
| 8     | Mika Polku         | FIN  | 2,15     | xxo               | xxo               | xxx               |                   |                   |                   |

Datum: 27. Juni

#### Stabhochsprung
| Platz | Athlet            | Land | Höhe (m) | Versuchsserie (m) | Versuchsserie (m) | Versuchsserie (m) | Versuchsserie (m) | Versuchsserie (m) | Versuchsserie (m) | Versuchsserie (m) |
| Platz | Athlet            | Land | Höhe (m) | 5,10              | 5,30              | 5,40              | 5,50              | 5,60              | 5,80              | 5,90              |
| 1     | Jewgeni Smirjagin | RUS  | 5,60     | –                 | o                 | –                 | o                 | xxo               | xx–               | x                 |
| 2     | Javier García     | ESP  | 5,50     | –                 | –                 | o                 | xo                | xxx               |                   |                   |
| 3     | Heikki Vääräniemi | FIN  | 5,50     | –                 | o                 | –                 | xo                | xxx               |                   |                   |
| 4     | Danny Ecker       | GER  | 5,50     | –                 | o                 | –                 | xxo               | xxx               |                   |                   |
| 5     | Jean Galfione     | FRA  | 5,40     | –                 | –                 | o                 | –                 | xxx               |                   |                   |
| 5     | Andrea Giannini   | ITA  | 5,40     | o                 | o                 | o                 | xxx               |                   |                   |                   |
| 7     | Štěpán Janáček    | CZE  | 5,30     | o                 | o                 | –                 | xxx               |                   |                   |                   |
| NMH   | Mike Edwards      | GBR  | ogV      | xxx               |                   |                   |                   |                   |                   |                   |

Datum: 28. Juni

#### Weitsprung
| Platz | Athlet          | Land | Weite (m) | Versuchsserie (m) | Versuchsserie (m) | Versuchsserie (m) | Versuchsserie (m) |
| Platz | Athlet          | Land | Weite (m) | 1. Versuch        | 2. Versuch        | 3. Versuch        | 4. Versuch        |
| 1     | Kirill Sossunow | RUS  | 8,38      | x                 | 8,38              | 8,13              | x                 |
| 2     | Milan Kovář     | CZE  | 8,14      | 7,57              | x                 | 7,82              | 8,14              |
| 3     | Nathan Morgan   | GBR  | 7,85      | 7,85              | 7,76              | 7,76              | x                 |
| 4     | Thorsten Heide  | GER  | 7,85      | 7,63              | 7,59              | x                 | 7,85              |
| 5     | Paolo Camossi   | ITA  | 7,79      | 7,60              | 7,71              | 7,79              | 7,66              |
| 6     | Emmanuel Bangué | FRA  | 7,78      | 7,75              | 7,78              | x                 | x                 |
| 7     | Yago Lamela     | ESP  | 7,75      | 7,54              | x                 | 7,63              | 7,75              |
| 8     | Niklas Rorarius | FIN  | 7,62      | 7,62              | x                 | 7,44              | 7,47              |

Datum: 27. Juni

#### Dreisprung
| Platz | Athlet           | Land | Weite (m) | Versuchsserie (m) | Versuchsserie (m) | Versuchsserie (m) | Versuchsserie (m) |
| Platz | Athlet           | Land | Weite (m) | 1. Versuch        | 2. Versuch        | 3. Versuch        | 4. Versuch        |
| 1     | Jonathan Edwards | GBR  | 17,29     | 13,85             | 17,29             | 13,82             | 16,80             |
| 2     | Jiří Kuntoš      | CZE  | 16,91     | 16,24             | 16,14             | 16,43             | 16,91             |
| 3     | Hrvoje Verzi     | GER  | 16,74     | 16,48             | 16,38             | 16,74             | 16,55             |
| 4     | Raúl Chapado     | ESP  | 16,60     | 16,17             | x                 | 16,60             | x                 |
| 5     | Johan Meriluoto  | FIN  | 16,44     | 16,44             | 16,34             | 15,11             | x                 |
| 6     | Colomba Fofana   | FRA  | 16,40     | 16,40             | x                 | x                 | x                 |
| 7     | Fabrizio Donato  | ITA  | 16,32     | 16,20             | 16,32             | x                 | 16,25             |
| 8     | Andrei Kurennoi  | RUS  | 15,95     | 15,95             | x                 | x                 | x                 |

Datum: 28. Juni

#### Kugelstoßen
| Platz | Athlet                | Land | Weite (m) | Versuchsserie (m) | Versuchsserie (m) | Versuchsserie (m) | Versuchsserie (m) |
| Platz | Athlet                | Land | Weite (m) | 1. Versuch        | 2. Versuch        | 3. Versuch        | 4. Versuch        |
| 1     | Mika Halvari          | FIN  | 20,79     | 20,60             | x                 | 20,79             | x                 |
| 2     | Oliver-Sven Buder     | GER  | 19,97     | 19,52             | 19,97             | 19,92             | x                 |
| 3     | Manuel Martínez       | ESP  | 19,86     | 19,04             | 19,86             | 19,26             | x                 |
| 4     | Petr Stehlík          | CZE  | 18,59     | 18,29             | 18,17             | x                 | 18,59             |
| 5     | Corrado Fantini       | ITA  | 18,41     | 18,41             | 18,28             | x                 | x                 |
| 6     | Mark Proctor          | GBR  | 17,98     | x                 | x                 | x                 | 17,98             |
| 7     | Rocky Vaitanacki      | FIN  | 17,82     | 16,65             | 17,67             | 17,82             | x                 |
| 8     | Pawel Tschumatschenko | RUS  | 17,28     | x                 | x                 | 17,28             | x                 |

Datum: 27. Juni

#### Diskuswurf
| Platz | Athlet               | Land | Weite (m) | Versuchsserie (m) | Versuchsserie (m) | Versuchsserie (m) | Versuchsserie (m) |
| Platz | Athlet               | Land | Weite (m) | 1. Versuch        | 2. Versuch        | 3. Versuch        | 4. Versuch        |
| 1     | Dmitri Schewtschenko | RUS  | 65,14     | 62,66             | 65,14             | x                 | x                 |
| 2     | Jürgen Schult        | GER  | 64,37     | 63,46             | 62,87             | x                 | 64,37             |
| 3     | Diego Fortuna        | ITA  | 62,49     | 58,87             | 60,22             | 60,96             | 62,49             |
| 4     | Robert Weir          | GBR  | 59,75     | 59,24             | 58,81             | x                 | 59,75             |
| 5     | Libor Malina         | CZE  | 59,29     | 58,87             | x                 | 58,45             | 59,29             |
| 6     | Jean-Claude Retel    | FRA  | 59,13     | 56,91             | 56,92             | 57,67             | 59,13             |
| 7     | Harri Uurainen       | FIN  | 58,57     | 54,73             | 58,57             | 56,36             | 55,79             |
| 8     | José Luis Valencia   | ESP  | 57,27     | 51,35             | 57,27             | x                 | 56,31             |

Datum: 28. Juni

#### Hammerwurf
| Platz | Athlet                 | Land | Weite (m) | Versuchsserie (m) | Versuchsserie (m) | Versuchsserie (m) | Versuchsserie (m) |
| Platz | Athlet                 | Land | Weite (m) | 1. Versuch        | 2. Versuch        | 3. Versuch        | 4. Versuch        |
| 1     | Heinz Weis             | GER  | 79,68     | 77,66             | 79,15             | 79,32             | 79,68             |
| 2     | Ilja Konowalow         | RUS  | 79,68     | 78,82             | 78,23             | 77,59             | 79,68             |
| 3     | Enrico Sgruletti       | ITA  | 78,13     | 77,12             | 78,13             | 77,09             | x                 |
| 4     | Vladimir Maška         | CZE  | 74,24     | x                 | 72,57             | 74,24             | x                 |
| 5     | Gilles Dupray          | FRA  | 73,63     | 70,53             | 73,06             | 73,63             | 72,37             |
| 6     | Michael Jones          | GBR  | 72,28     | 70,52             | 72,28             | 71,51             | 71,81             |
| 7     | Olli-Pekka Karjalainen | FIN  | 68,94     | 68,94             | x                 | 68,81             | x                 |
| 8     | José Manuel Pérez      | ESP  | 66,90     | x                 | 66,90             | 65,70             | 66,70             |

Datum: 28. Juni

#### Speerwurf
| Platz | Athlet                  | Land | Weite (m) | Versuchsserie (m) | Versuchsserie (m) | Versuchsserie (m) | Versuchsserie (m) |
| Platz | Athlet                  | Land | Weite (m) | 1. Versuch        | 2. Versuch        | 3. Versuch        | 4. Versuch        |
| 1     | Boris Henry             | GER  | 84,77     | 84,77             | 80,67             | 80,20             | x                 |
| 2     | Sergei Makarow          | RUS  | 84,37     | 81,88             | 84,37             | 83,08             | 82,14             |
| 3     | Aki Parviainen          | FIN  | 84,33     | 77,89             | 83,84             | 84,33             | x                 |
| 4     | Mick Hill               | GBR  | 83,50     | 76,01             | 78,59             | 79,94             | 83,50             |
| 5     | Carlo Sonego            | ITA  | 77,02     | 76,09             | 77,02             | 71,53             | 70,49             |
| 6     | Gaëtan Siakinuu-Schmidt | FRA  | 76,38     | 75,58             | 76,38             | 69,53             | 74,45             |
| 7     | Patrik Landmesser       | CZE  | 75,25     | 62,89             | 75,25             | 69,53             | 74,45             |
| 8     | Raimundo Fernández      | ESP  | 68.58     | 64,94             | 66,14             | 66,35             | 68.58             |

Datum: 28. Juni

### Frauen

#### 100 m
| Platz | Athletin           | Land | Zeit (s) |
| ----- | ------------------ | ---- | -------- |
| 1     | Irina Priwalowa    | RUS  | 11,04    |
| 2     | Christine Arron    | FRA  | 11,14    |
| 3     | Andrea Philipp     | GER  | 11,26    |
| 4     | Alenka Bikar       | SVN  | 11,54    |
| 5     | Tetjana Lukjanenko | UKR  | 11,57    |
| 6     | Marcia Richardson  | GBR  | 11,57    |
| 7     | Manuela Levorato   | ITA  | 11,57    |
| 8     | Pavlína Vostatková | CZE  | 11,62    |

Datum: 27. Juni
Wind: +1,2 m/s

#### 200 m
| Platz | Athletin                | Land | Zeit (s) |
| ----- | ----------------------- | ---- | -------- |
| 1     | Erika Suchovská         | CZE  | 22,96    |
| 2     | Sylviane Félix          | FRA  | 22,96    |
| 3     | Melanie Paschke         | GER  | 22,98    |
| 4     | Jekaterina Leschtschowa | RUS  | 23,06    |
| 5     | Katharine Merry         | GBR  | 23,22    |
| 6     | Manuela Levorato        | ITA  | 23,34    |
| 7     | Tetjana Lukjanenko      | UKR  | 23,43    |
| 8     | Tina Matul              | SVN  | 24,36    |

Datum: 28. Juni
Wind: −0,9 m/s

#### 400 m
| Platz | Athletin           | Land | Zeit (s) |
| ----- | ------------------ | ---- | -------- |
| 1     | Helena Fuchsová    | CZE  | 51,33    |
| 2     | Irina Rossichina   | RUS  | 51,48    |
| 3     | Allison Curbishley | GBR  | 51,48    |
| 4     | Uta Rohländer      | GER  | 51,76    |
| 5     | Patrizia Spuri     | ITA  | 52,65    |
| 6     | Viviane Dorsile    | FRA  | 53,64    |
| 7     | Irina Misiruk      | UKR  | 54,69    |
| 8     | Brigita Langerholc | SVN  | 54,73    |

Datum: 27. Juni

#### 800 m
| Platz | Athletin                | Land | Zeit (min) |
| ----- | ----------------------- | ---- | ---------- |
| 1     | Larissa Michailowa      | RUS  | 1:58,01    |
| 2     | Iryna Lischtschynska    | UKR  | 1:59,15    |
| 3     | Ludmila Formanová       | CZE  | 1:59,44    |
| 4     | Heike Meißner           | GER  | 2:00,12    |
| 5     | Patricia Djaté-Taillard | FRA  | 2:00,16    |
| 6     | Tanya Blake             | GBR  | 2:02,06    |
| 7     | Claudia Salvarani       | ITA  | 2:02,99    |
| 8     | Jolanda Čeplak          | SVN  | 2:03,70    |

Datum: 27. Juni

#### 1500 m
| Platz | Athletin           | Land | Zeit (min) |
| ----- | ------------------ | ---- | ---------- |
| 1     | Olga Komjagina     | RUS  | 4:05,88    |
| 2     | Paula Radcliffe    | GBR  | 4:05,92    |
| 3     | Andrea Šuldesová   | CZE  | 4:06,25    |
| 4     | Frédérique Quentin | FRA  | 4:10,21    |
| 5     | Sylvia Kühnemund   | GER  | 4:11,15    |
| 6     | Sara Palmas        | ITA  | 4:12,44    |
| 7     | Sonja Roman        | SVN  | 4:14,85    |
| 8     | Nataliya Ivanova   | UKR  | 4:19,57    |

Datum: 28. Juni

#### 3000 m
| Platz | Athletin             | Land | Zeit (min) |
| ----- | -------------------- | ---- | ---------- |
| 1     | Olga Jegorowa        | RUS  | 9:04,03    |
| 2     | Blandine Bitzner     | FRA  | 9:06,74    |
| 3     | Luminita Zaituc      | GER  | 9:10,18    |
| 4     | Elisa Rea            | ITA  | 9:11,54    |
| 5     | Helena Javornik      | SVN  | 9:12,13    |
| 6     | Andrea Šuldesová     | CZE  | 9:13,99    |
| 7     | Angela Davies        | GBR  | 9:17,03    |
| 8     | Olena Gorodnitschowa | UKR  | 9:21,62    |

Datum: 28. Juni

#### 5000 m
| Platz | Athletin                     | Land | Zeit (min) |
| ----- | ---------------------------- | ---- | ---------- |
| 1     | Paula Radcliffe              | GBR  | 15:06,87   |
| 2     | Kristina da Fonseca-Wollheim | GER  | 15:10,33   |
| 3     | Joalsiae Llado               | FRA  | 15:17,58   |
| 4     | Helena Javornik              | SVN  | 15:27,50   |
| 5     | Marija Pantjuchowa           | RUS  | 15:37,82   |
| 6     | Maria Guida                  | ITA  | 15:38,68   |
| 7     | Natalja Berkut               | UKR  | 15:57,24   |
| 8     | Petra Drajzajtlová           | CZE  | 16:08,71   |

Datum: 27. Juni

#### 100 m Hürden
| Platz | Athletin              | Land | Zeit (s) |
| ----- | --------------------- | ---- | -------- |
| 1     | Brigita Bukovec       | SVN  | 12,89    |
| 2     | Patricia Girard       | FRA  | 12,89    |
| 3     | Tatjana Reschetnikowa | RUS  | 13,06    |
| 4     | Heike Blaßneck        | GER  | 13,22    |
| 5     | Andrea Novotná        | CZE  | 13,36    |
| 6     | Angela Thorp          | GBR  | 13,45    |
| 7     | Margaret Macchiut     | ITA  | 13,53    |
| 8     | Tetjana Tereschtschuk | UKR  | 13,67    |

Datum: 28. Juni
Wind: ±0,0 m/s

#### 400 m Hürden
| Platz | Athletin              | Land | Zeit (s) |
| ----- | --------------------- | ---- | -------- |
| 1     | Tetjana Tereschtschuk | UKR  | 54,15    |
| 2     | Jekaterina Bachwalowa | RUS  | 54,72    |
| 3     | Silvia Rieger         | GER  | 54,93    |
| 4     | Florence Delaune      | FRA  | 57,01    |
| 5     | Vicki Jamison         | GBR  | 57,51    |
| 6     | Lara Rocco            | ITA  | 58,02    |
| 7     | Meta Mačus            | SVN  | 58,42    |
| 8     | Martina Blažková      | CZE  | 59,19    |

Datum: 27. Juni

#### 4 × 100 m Staffel
| Platz | Land           | Besetzung                                                                    | Zeit (s) |
| ----- | -------------- | ---------------------------------------------------------------------------- | -------- |
| 1     | Russland       | Jekaterina Leschtschowa Galina Maltschugina Natalja Woronowa Irina Priwalowa | 42,49    |
| 2     | Deutschland    | Melanie Paschke Gabi Rockmeier Birgit Rockmeier Andrea Philipp               | 42,59    |
| 3     | Frankreich     | Patricia Girard Christine Arron Linda Ferga Sylviane Félix                   | 42,61    |
| 4     | Ukraine        | Tetjana Debela Tetjana Lukjanenko Anschelika Schewtschuk Iryna Pucha         | 44,48    |
| 5     | Italien        | Anita Pistone Maria Ruggeri Elena Sordelli Manuela Levorato                  | 44,58    |
| 6     | Tschechien     | Hana Benešová Erika Suchovská Jitka Burianová Pavlína Vostatková             | 45,70    |
| 7     | Slowenien      | Alenka Bikar Brigita Bukovec Tina Matul Sana-Aleksandra Prokofjew            | 45,76    |
| DNF   | Großbritannien | Marcia Richardson Joice Maduaka Ellena Ruddock Janine Whitlock               |          |

Datum: 27. Juni

#### 4 × 400 m Staffel
| Platz | Land           | Besetzung                                                                       | Zeit (min) |
| ----- | -------------- | ------------------------------------------------------------------------------- | ---------- |
| 1     | Russland       | Tatjana Tschebykina Natalja Kruschtalowa Jekaterina Bachwalowa Irina Rossichina | 3:25,52    |
| 2     | Tschechien     | Jitka Burianová Ludmila Formanová Hanna Benesová Helena Fuchsová                | 3:28,05    |
| 3     | Großbritannien | Donna Fraser Michelle Thomas Allison Curbishley Michelle Pierre                 | 3:28,07    |
| 4     | Italien        | Danielle Perpoli Patrizia Spuri Francesca Carbone Virna De Angeli               | 3:30,14    |
| 5     | Frankreich     | Francine Landre Viviane Dorsile Florence Delaune Fabienne Ficher                | 3:30,27    |
| 6     | Deutschland    | Anke Feller Nicole Marahrens Martina Breu Anja Knippel                          | 3:30,36    |
| 7     | Ukraine        | Olena Rurak Irina Misiruk Tetjana Debela Olga Moroz                             | 3:31,60    |
| 8     | Slowenien      | Meta Mačus Jolanda Čeplak Maja Gorjup Brigita Langerholc                        | 3:40,39    |

Datum: 28. Juni

#### Hochsprung
| Platz | Athletin             | Land | Höhe (m) | Versuchsserie (m) | Versuchsserie (m) | Versuchsserie (m) | Versuchsserie (m) | Versuchsserie (m) | Versuchsserie (m) | Versuchsserie (m) | Versuchsserie (m) |
| Platz | Athletin             | Land | Höhe (m) | 1,75              | 1,80              | 1,83              | 1,86              | 1,89              | 1,92              | 1,95              | 1,98              |
| 1     | Zuzana Kováčiková    | CZE  | 1,98     | o                 | o                 | xxo               | o                 | o                 | o                 | –                 | o                 |
| 2     | Alina Astafei        | GER  | 1,95     | –                 | o                 | –                 | xo                | o                 | o                 | o                 | xxx               |
| 3     | Jelena Guljajewa     | RUS  | 1,95     | –                 | o                 | o                 | o                 | o                 | xxo               | xo                | xxx               |
| 4     | Wita Stjopina        | UKR  | 1,92     | o                 | xo                | o                 | o                 | o                 | xo                | xxx               |                   |
| 5     | Joanne Jennings      | GBR  | 1,89     | o                 | o                 | o                 | xo                | o                 | xxx               |                   |                   |
| 6     | Francesca Bradamante | ITA  | 1,89     | o                 | o                 | o                 | o                 | xo                | xxx               |                   |                   |
| 7     | Marie Collonvillé    | FRA  | 1,89     | o                 | xo                | o                 | xo                | xo                | xxx               |                   |                   |
| 8     | Britta Bilač         | SVN  | 1,86     | –                 | xo                | o                 | o                 | xxx               |                   |                   |                   |

Datum: 28. Juni

#### Stabhochsprung
| Platz | Athletin           | Land | Höhe (m) | Versuchsserie (m) | Versuchsserie (m) | Versuchsserie (m) | Versuchsserie (m) | Versuchsserie (m) | Versuchsserie (m) | Versuchsserie (m) | Versuchsserie (m) | Versuchsserie (m) | Versuchsserie (m) | Versuchsserie (m) |
| Platz | Athletin           | Land | Höhe (m) | 3,20              | 3,40              | 3,60              | 3,70              | 3,80              | 3,90              | 4,00              | 4,10              | 4,20              | 4,30              | 4,35              |
| 1     | Daniela Bártová    | CZE  | 4,35     | –                 | –                 | –                 | –                 | –                 | –                 | o                 | –                 | o                 | –                 | xo                |
| 2     | Janine Whitlock    | GBR  | 4,30     | –                 | –                 | –                 | –                 | –                 | –                 | o                 | xo                | o                 | o                 | xxx               |
| 3     | Nicole Rieger      | GER  | 4,20     | –                 | –                 | –                 | –                 | –                 | –                 | o                 | –                 | o                 | xxx               |                   |
| 4     | Ljudmila Prichodko | UKR  | 3,80     | –                 | xo                | o                 | –                 | o                 | xxx               |                   |                   |                   |                   |                   |
| 5     | Caroline Ammel     | FRA  | 3,80     | –                 | –                 | o                 | –                 | xo                | –                 | xxx               |                   |                   |                   |                   |
| 6     | Francesca Dolcini  | ITA  | 3,60     | –                 | –                 | xxo               | –                 | xxx               |                   |                   |                   |                   |                   |                   |
| 7     | Teja Melink        | SVN  | 3,60     | o                 | xo                | xxo               | xxx               |                   |                   |                   |                   |                   |                   |                   |
| NMH   | Jelena Beljakowa   | RUS  | ogV      | –                 | –                 | –                 | –                 | xxx               |                   |                   |                   |                   |                   |                   |

Datum: 27. Juni

#### Weitsprung
| Platz | Athletin          | Land | Weite (m) | Versuchsserie (m) | Versuchsserie (m) | Versuchsserie (m) | Versuchsserie (m) |
| Platz | Athletin          | Land | Weite (m) | 1. Versuch        | 2. Versuch        | 3. Versuch        | 4. Versuch        |
| 1     | Fiona May         | ITA  | 7,08      | 6,83              | x                 | 7,08              | x                 |
| 2     | Ljudmila Galkina  | RUS  | 6,84      | 6,55              | 6,41              | 6,84              | 6,80              |
| 3     | Linda Ferga       | FRA  | 6,75      | 6,45              | 6,75              | x                 | 6,71              |
| 4     | Susen Tiedtke     | GER  | 6,59      | x                 | 6,59              | x                 | x                 |
| 5     | Šárka Kašpárková  | CZE  | 6,52      | 6,33              | x                 | 6,52              | 6,50              |
| 6     | Olena Chlopotnowa | UKR  | 6,40      | 6,34              | x                 | 6,30              | 6,40              |
| 7     | Sarah Claxton     | GBR  | 6,32      | x                 | x                 | x                 | 6,32              |
| 8     | Ksenija Predikaka | SVN  | 6,16      | 6,16              | 5,97              | x                 | x                 |

Datum: 28. Juni

#### Dreisprung
| Platz | Athletin         | Land | Weite (m) | Versuchsserie (m) | Versuchsserie (m) | Versuchsserie (m) | Versuchsserie (m) |
| Platz | Athletin         | Land | Weite (m) | 1. Versuch        | 2. Versuch        | 3. Versuch        | 4. Versuch        |
| 1     | Fiona May        | ITA  | 14,65     | 14,65             | x                 | x                 | x                 |
| 2     | Šárka Kašpárková | CZE  | 14,63     | 14,35             | 14,62             | 14,21             | 14,63             |
| 3     | Olena Howorowa   | UKR  | 14,13     | x                 | x                 | 14,13             | 13,82             |
| 4     | Corinne Henry    | GBR  | 13,95     | x                 | 13,55             | x                 | 13,95             |
| 5     | Jelena Donkina   | RUS  | 13,92     | 13,60             | 13,92             | 13,82             | 13,76             |
| 6     | Sylvie Borda     | FRA  | 13,71     | 13,61             | x                 | 13,64             | 13,71             |
| 7     | Nkechi Madubuko  | GER  | 13,10     | x                 | 12,97             | 13,10             | 12,99             |
| 8     | Anja Valant      | SVN  | 13,00     | 13,00             | r                 |                   |                   |

Datum: 27. Juni

#### Kugelstoßen
| Platz | Athletin           | Land | Weite (m) | Versuchsserie (m) | Versuchsserie (m) | Versuchsserie (m) | Versuchsserie (m) |
| Platz | Athletin           | Land | Weite (m) | 1. Versuch        | 2. Versuch        | 3. Versuch        | 4. Versuch        |
| 1     | Irina Korschanenko | RUS  | 20,65     | 20,65             | x                 | x                 | x                 |
| 2     | Judy Oakes         | GBR  | 18,38     | x                 | 17,62             | 18,21             | 18,38             |
| 3     | Stephanie Storp    | GER  | 18,38     | 18,38             | x                 | x                 | x                 |
| 4     | Mara Rosolen       | ITA  | 18,16     | 17,71             | 18,16             | x                 | x                 |
| 5     | Nataša Erjavec     | SVN  | 16,96     | 16,06             | 16,96             | 16,50             | 16,41             |
| 6     | Laurence Manfrédi  | FRA  | 16,77     | 16,77             | x                 | 16,71             | x                 |
| 7     | Zdeňka Šilhavá     | CZE  | 16,27     | 15,96             | 16,27             | x                 | x                 |
| 8     | Nadezhda Lukyniv   | UKR  | 15,49     | 15,24             | 15,49             | 15,14             | x                 |

Datum: 28. Juni

#### Diskuswurf
| Platz | Athletin          | Land | Weite (m) | Versuchsserie (m) | Versuchsserie (m) | Versuchsserie (m) | Versuchsserie (m) |
| Platz | Athletin          | Land | Weite (m) | 1. Versuch        | 2. Versuch        | 3. Versuch        | 4. Versuch        |
| 1     | Natalja Sadowa    | RUS  | 64,18     | 64,18             | 61,79             | 60,84             | 63,09             |
| 2     | Anja Möllenbeck   | GER  | 60,80     | 52,78             | 56,97             | 55,73             | 60,80             |
| 3     | Olena Antonowa    | UKR  | 59,28     | 55,65             | 57,54             | 59,28             | 55,87             |
| 4     | Agnese Maffeis    | ITA  | 58,78     | 50,35             | x                 | 58,78             | 58,75             |
| 5     | Isabelle Devaluez | FRA  | 57,48     | 52,84             | 54,01             | 55,83             | 57,48             |
| 6     | Shelley Drew      | GBR  | 56,10     | x                 | 54,90             | 56,10             | 55,90             |
| 7     | Zdeňka Šilhavá    | CZE  | 54,24     | x                 | 54,24             | 53,58             | x                 |
| 8     | Nataša Erjavec    | SVN  | 46,52     | 46,52             | 41,87             | 43,96             | x                 |

Datum: 27. Juni

#### Hammerwurf
| Platz | Athletin           | Land | Weite (m) | Versuchsserie (m) | Versuchsserie (m) | Versuchsserie (m) | Versuchsserie (m) |
| Platz | Athletin           | Land | Weite (m) | 1. Versuch        | 2. Versuch        | 3. Versuch        | 4. Versuch        |
| 1     | Olga Kusenkowa     | RUS  | 65,89     | x                 | 65,89             | x                 | x                 |
| 2     | Kirsten Münchow    | GER  | 64,86     | 58,91             | 63,98             | 64,86             | 63,33             |
| 3     | Cécile Lignot      | FRA  | 61,12     | 58,46             | 61,12             | 54,53             | x                 |
| 4     | Ester Balassini    | ITA  | 59,48     | 55,63             | x                 | 59,48             | x                 |
| 5     | Lorraine Shaw      | GBR  | 58,02     | 55,81             | 55,16             | 56,86             | 58,02             |
| 6     | Jana Leijsková     | CZE  | 53,33     | 51,67             | 53,33             | 50,69             | 51,23             |
| 7     | Natalja Kunitskaja | UKR  | 51,00     | 48,95             | x                 | x                 | 51,00             |
| 8     | Simona Kozmus      | SVN  | 47,43     | 44,60             | 47,35             | 47,07             | 47,43             |

Datum: 27. Juni

#### Speerwurf
| Platz | Athletin         | Land | Weite (m) | Versuchsserie (m) | Versuchsserie (m) | Versuchsserie (m) | Versuchsserie (m) |
| Platz | Athletin         | Land | Weite (m) | 1. Versuch        | 2. Versuch        | 3. Versuch        | 4. Versuch        |
| 1     | Tanja Damaske    | GER  | 62,30     | 58,40             | 61,66             | 62,30             | x                 |
| 2     | Nikola Tomečková | CZE  | 60,82     | x                 | 57,68             | 58,89             | 60,82             |
| 3     | Oksana Makarowa  | RUS  | 58,38     | 58,38             | x                 | x                 | x                 |
| 4     | Claudia Coslovic | ITA  | 57,69     | 57,01             | 55,85             | 53,70             | 57,69             |
| 5     | Nadine Auzeil    | FRA  | 56,56     | x                 | 50,87             | 54,84             | 56,56             |
| 6     | Lorna Jackson    | GBR  | 54,46     | 51,00             | 47,60             | 50,78             | 54,46             |
| 7     | Evfemija Štorga  | SVN  | 54,02     | 54,02             | 51,79             | 51,51             | 51,51             |
| 8     | Olga Iwankowa    | UKR  | 53,72     | 48,92             | 50,45             | 53,68             | 53,72             |

Datum: 27. Juni

### Videolinks
- European Cup 1998, Men's 100m, youtube.com
- European Cup 1998, Men's 1500m, youtube.com
- European Cup 1998, Women's 100m Final, youtube.com
- European Cup 1998, Women's 400m, youtube.com
- European Cup 1998, St. Petersburg, Women's 800m, youtube.com

## Einzelnachweis
1. ↑  1998 XIX European Cup Bruno Zauli, Einleitung, sport-olympic.gr (englisch), abgerufen am 27. Februar 2024.